# Warren Hair
Warren Ray Hair (Chicago, 18 luglio 1918 – Houston, 21 dicembre 2006) è stato un cestista statunitense, professionista nella NBL.

## Carriera
Giocò una stagione nella NBL, disputando 11 partite con 4,2 punti di media.